# مشعاب (لودر)

تعديل مصدري - تعديل

مشعاب هي إحدى قرى عزلة زارة بمديرية لودر التابعة لمحافظة أبين، بلغ تعداد سكانها 87 نسمة حسب تعداد اليمن لعام 2004.